# プリキュアオールスターズ スペシャルコンサート with 京都フィルハーモニー室内合奏団
『プリキュアオールスターズ スペシャルコンサート with 京都フィルハーモニー室内合奏団』（プリキュアオールスターズ スペシャルコンサート ウィズ きょうとフィルハーモニーしつないがっそうだん）は、2011年2月26日・27日に大阪市北区の梅田芸術劇場メインホールで開催されたコンサート、及びそれを収録したライブDVD・CD。

## 概要
大阪の放送局、朝日放送の創立60周年と、同社が製作・放送しているアニメシリーズ『プリキュアシリーズ』の映画第10作『映画 プリキュアオールスターズDX3 未来にとどけ! 世界をつなぐ☆虹色の花』の公開を記念して2日間計3公演で開催された。
最新テレビシリーズ『スイートプリキュア♪』までに登場する21人のプリキュアと歴代7人の主題歌担当歌手が総出演し、京都フィルハーモニー室内合奏団によるオーケストラ演奏で歴代主題歌が歌われた。また子どもにクラシック音楽に親しんでもらうためにクラシック音楽も5曲演奏されている。
2011年8月10日には、2月27日の公演を収録したライブDVDが朝日放送（販売元：TCエンタテインメント）から、ライブCDがマーベラスエンターテイメント（販売元：ソニー・ミュージックディストリビューション）から発売されている。

## 出演者
- 声の出演：小清水亜美、折笠富美子
- 歌手：五條真由美、うちやえゆか、工藤真由、宮本佳那子、茂家瑞季、林ももこ、池田彩
- 指揮：御崎恵
- 演奏：京都フィルハーモニー室内合奏団

## 収録楽曲
以下はライブCDの収録順に基づく。
1. ラ♪ラ♪ラ♪スイートプリキュア♪
歌：工藤真由
2. DANZEN! ふたりはプリキュア ver.MaxHeart
歌：五條真由美
3. まかせて★スプラッシュ☆スター★
歌：うちやえゆか
4. プリキュア5、スマイル go go!
歌：工藤真由
5. キラキラしちゃって My True Love!
歌：宮本佳那子
6. スイス軍の行進(歌劇「ウィリアム・テル」序曲より)
7. フィドル・ファドル
8. プリキュア5、フル・スロットル GO GO!
歌：工藤真由
9. 手と手つないでハートもリンク!!
歌：宮本佳那子
10. プリキュアモードにSWITCH ON!
歌：キュア・カルテット(五條真由美、うちやえゆか、工藤真由、宮本佳那子)
11. 威風堂々
12. 前奏曲(歌劇「カルメン」より)
13. G線上のアリア
14. Let's!フレッシュプリキュア!〜Hybrid ver.〜
歌：茂家瑞季
15. You make me happy!
歌：林ももこ
16. H@ppy Together!!!
歌：林ももこ
17. Alright! ハートキャッチプリキュア!
歌：池田彩
18. ハートキャッチ☆パラダイス!
歌：工藤真由
19. Tomorrow Song 〜あしたのうた〜
歌：工藤真由&池田彩
20. キラキラkawaii! プリキュア大集合♪〜いのちの花〜
歌：工藤真由&池田彩
21. ワンダフル↑パワフル↑ミュージック!!
歌：池田彩
22. ラ♪ラ♪ラ♪スイートプリキュア♪
歌：五條真由美、うちやえゆか、工藤真由、宮本佳那子、茂家瑞季、林ももこ、池田彩

## こぼれ話
- 2月26日公演に於いて､『プリキュアモードにSWITCH ON!』演奏中に照明担当が誤って､ステージを照らすライトを消してしまい､客席からの手拍子を頼りに暗がりの中演奏するという事態が発生した。その結果として､本来は2月26日分をDVDに収録する予定だったのが翌日に日延べになった[1][2]。

## その後のイベント
2012年と2013年にも同じ梅田芸術劇場において、朝日放送主催、京都フィルハーモニー室内合奏団の演奏でオーケストラコンサートが開催されている。いずれもCDとDVDが発売されている（発売元・販売元は前掲CD・DVDと同じ）
プリキュア プレミアムコンサート2012〜オーケストラと遊ぼう〜
2012年3月24日、25日開催（CD・DVDには25日分を収録）
声の出演：福圓美里、田野アサミ、金元寿子、井上麻里奈、西村ちなみ、志村知幸、佐々木啓夫、小清水亜美、折笠富美子、豊口めぐみ、大久保瑠美
出演：工藤真由、池田彩、吉田仁美
指揮：井村誠貴
プリキュア プレミアムコンサート2013〜オーケストラと遊ぼう〜
2013年2月17日開催
※括弧内は日本語吹替
声の出演：生天目仁美、宮本佳那子、寿美菜子、渕上舞、福圓美里、田野アサミ、金元寿子、井上麻里奈、西村ちなみ、志村知幸、佐々木啓夫
出演：池田彩、吉田仁美、黒沢ともよ
指揮：加藤完二